# The Trauma Mixtape (album)
Trauma é o sétimo álbum do rapper/produtor DJ Quik. Foi lançado em setembro de 2005 e vendeu 100.000 cópias através de seu próprio selo independente, A Mad Science Records. O álbum estreou no número quarenta e três na parada dos EUA Billboard 200, com 24.000 cópias vendidas em sua primeira semana. Uma versão totalmente em instrumental do álbum também foi lançada.

## Processo de Criação
O álbum deveria ter sido lançado originalmente em março de 2005 pela Warner Bros. Records, mas ele mudou de gravadora e conseguiu um acordo de distribuição com a Fontana. 
DJ Quik falou sobre o álbum em entrevista ao DubCNN e disse: "É o álbum mais incrível que já fiz. É melhor do que "Quik Is the Name ", é um clássico. É quente, é um novo som. Eu consegui as melhores colaborações, algumas pessoas realmente talentosas, fiz todo mundo soar igual, não é como se Nate Dogg soasse melhor do que Wyclef Jean. O disco vai para o próximo álbum da maneira certa. É como um filme, nem é como um álbum. É realmente visual, você pode ver e sentir. Foi gravado muito bem, usei muitos equipamentos realmente novos. E eu trabalhei com alguns dos melhores músicos do planeta. Então é um disco imparável, e estou ansioso para mandar todos esses malditos produtores de volta à prancheta. E eu sou o cara, acho que sou o melhor, certo. agora, na verdade, quando você ouvir "Trauma", você também vai pensar que sou o melhor". 

## Lista de Faixas
| N.º            | Título                                                 | Compositor(es)                                                              | Duração |  |
| 1.             | "Doctor's Office"                                      | David Blake                                                                 | 0:19    |  |
| 2.             | "Intro For Roger"                                      | Blake                                                                       | 2:58    |  |
| 3.             | "Fandango"                                             | Blake                                                                       | 3:36    |  |
| 4.             | "Til Jesus Comes" (part. de B-Real)                    | Blake, Louis Freese                                                         | 3:04    |  |
| 5.             | "Black Mercedes" (part. de Nate Dogg)                  | Blake Nathaniel Hale                                                        | 3:56    |  |
| 6.             | "Get Up" (part. de The Game, AMG)                      | Blake Jason Lewis Jayceon Taylor                                            | 3:07    |  |
| 7.             | "Get Down" (part. De Chingy)                           | Blake Howard Bailey, Jr.                                                    | 3:07    |  |
| 8.             | "Ladies And Thugs" (part. de Wyclef Jean)              | Blake Wyclef Jean                                                           | 3:47    |  |
| 9.             | "Catch 22"                                             | Blake                                                                       | 3:33    |  |
| 10.            | "Indiscretions in the Back of the Limo" (part. de T.I) | Blake Clifford Harris, Jr.                                                  | 3:44    |  |
| 11.            | "Pacific Coast Remix" (part. de Ludacris)              | Blake Christopher Bridges                                                   | 4:20    |  |
| 12.            | "Quikstrumental (Quik's Groove 7)" ((part. de Jodeci)  | Blake Dalvin DeGrate Cedric Hailey Joel Hailey Derek DeGrate Donald DeGrate | 3:06    |  |
| 13.            | "Jet Set" (part. de Tai Elton Phillips)                | Blake Tai Phillips                                                          | 2:46    |  |
| 14.            | "California" (part. de AMG)                            | Blake Lewis                                                                 | 3:15    |  |
| Duração total: | Duração total:                                         | Duração total:                                                              | 44:37   |  |